# Бубирова гребля

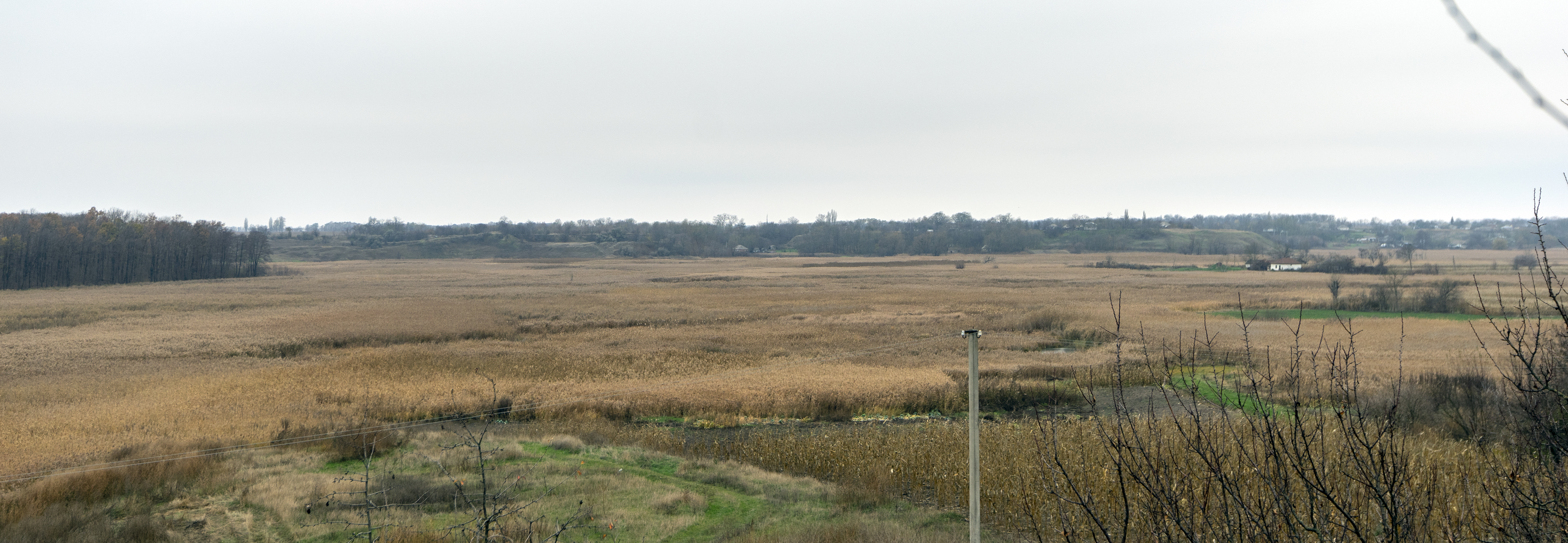
Бубирова гребля

Бубирова гребля — гідрологічний заказник місцевого значення в Україні. Розташований у Золотоніському районі Черкаської області, в адміністративних межах села Великі Канівці.

## Опис
Площа 80 га. Створено рішенням Черкаської обласної ради від 06.07.2018 року № 23-12/VII. Перебуває у віданні Чорнобаївської селищної громади. 
Під охороною перебуває типове низинне болото у стадії формування болотної рослинності. Болотна рослинність щільним масивом наповнює заплаву річки Ірклій. Спостерігається вкраплення степових видів рослин.